# Michael Beauchamp
Michael Beauchamp ( Sydney, 1981. március 8. –) ausztrál labdarúgó, jelenleg az Melbourne Heart játékosa.